# Famille Cocco
Pour les articles homonymes, voir Cocco (homonymie).
La famille Cocco est une famille patricienne de Venise, originaire d'Albanie.

## Historique
La famille originaire d'Albanie rejoint la cité Venise dans sa première époque d'habitation comme tribuns et fit partie du Maggior Consiglio après la guerre de Gênes en 1310.

## Personnalités
Elle a donné quelques illustres serviteurs de la République :
- Antonio Cocco, général d'une escadre de galères du temps de Pietro Ziani ;
- Francesco Cocco, général au royaume de Candie ;
- Francesco Cocco, commandant de la flotte sur le Pô dans la guerre avec les ducs de Milan ;
- Giacomo Cocco, militaire
- Giacomo Cocco (it), archevêque de Corfu (1528-1565) ;
- Antonio Cocco (it), archevêque de Corfu (1565-1577), participant au concile de Trente.

## Armes

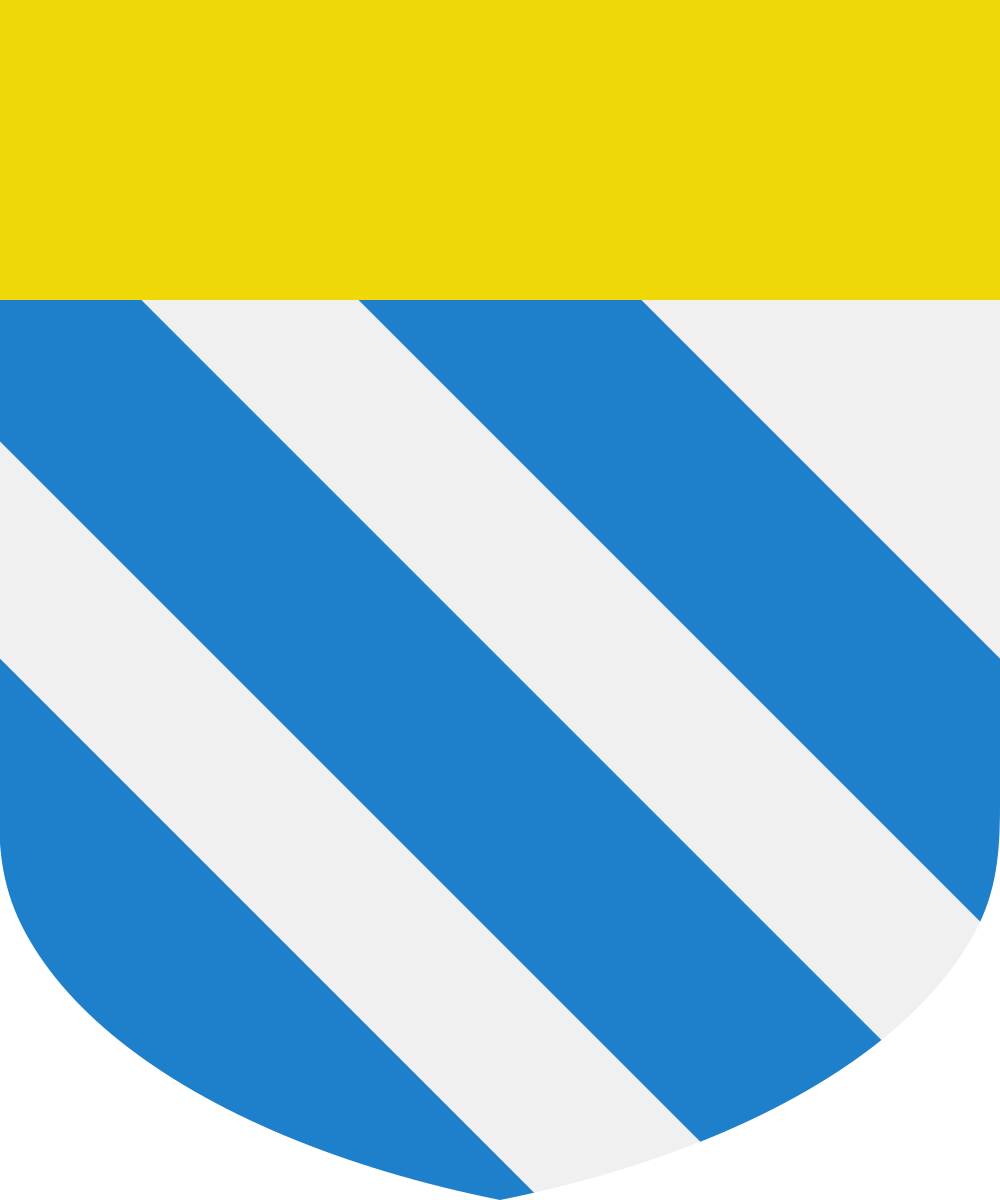
armes des Cocco

Les armes des Cocco sont un écu bandé de six pièces d'argent et d'azur sous un chef d'or. Les premières armes furent cependant une face d'or en champ d'azur avec un oiseau que l'on voit beaucoup à Venise : ils sont appelés des Cocale.